# Aeroportul Long Akah
Aeroportul Long Akah (IATA: LKH, ICAO: WBGL) este un aeroport din Sarawak, Malaysia ce deservește zona Long Akah⁠(d). A fost numit după zona deservită.
Situat la o altitudine de 88 m, aeroportul dispune de o singură pistă. Este operat de Malaysia Airports⁠(d).